# Pacinje
Pacinje – wieś w Słowenii, w gminie Ptuj. W 2018 roku liczyła 240 mieszkańców.